# Yutaka Michiwaki
Yutaka Michiwaki (道脇 豊, Michiwaki Yutaka), né le 5 avril 2006 à Kumamoto, est un footballeur japonais qui évolue au poste d'avant-centre au Roasso Kumamoto.

## Biographie

### Carrière en club
Formé au Roasso Kumamoto, Yutaka Michiwaki devient en janvier 2023 le plus jeune joueur à signer un contrat professionnel avec le club japonais.
Michiwaki fait ses débuts professionnels avec le Roasso le 19 février 2023, remplaçant Shohei Aihara (en) lors du match nul 1-1 en J2 League contre le Tochigi SC.

### Carrière en sélection
En juin 2023, Yutaka Michiwaki est sélectionné pour le Championnat d'Asie avec les moins de 17 ans japonais,.
Titulaire tout du long de la compétition, il permet notamment aux siens de se qualifier pour la coupe du mondu Junior en éliminant l'Australie de Nestory Irankunda. Le Japon atteint ensuite la finale de la compétition après sa victoire face à l'Iran, remportant alors le tournois en battant la Corée du Sud 3-0,,.

## Palmarès
| Japon -17 ans - Championnat d'Asie (1) - Vainqueur en 2023 (en) |